# 列車非常停止警報装置

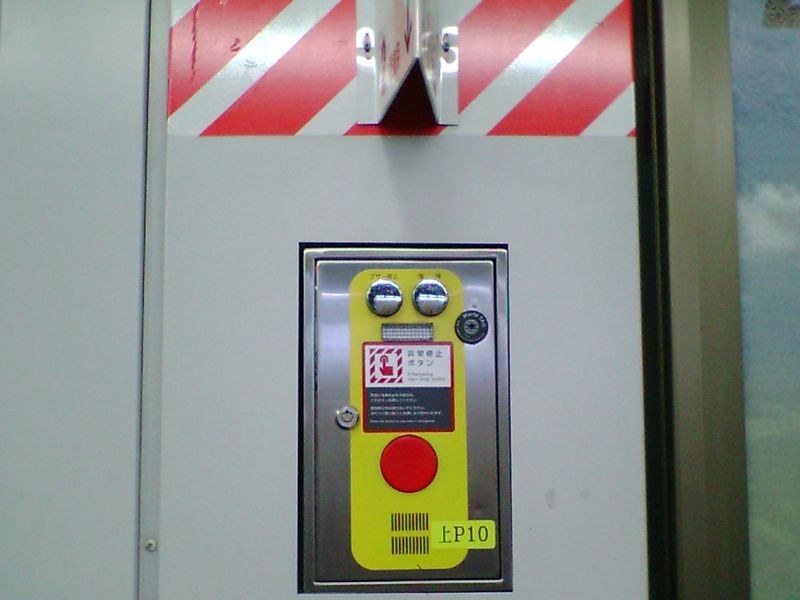
非常停止ボタン

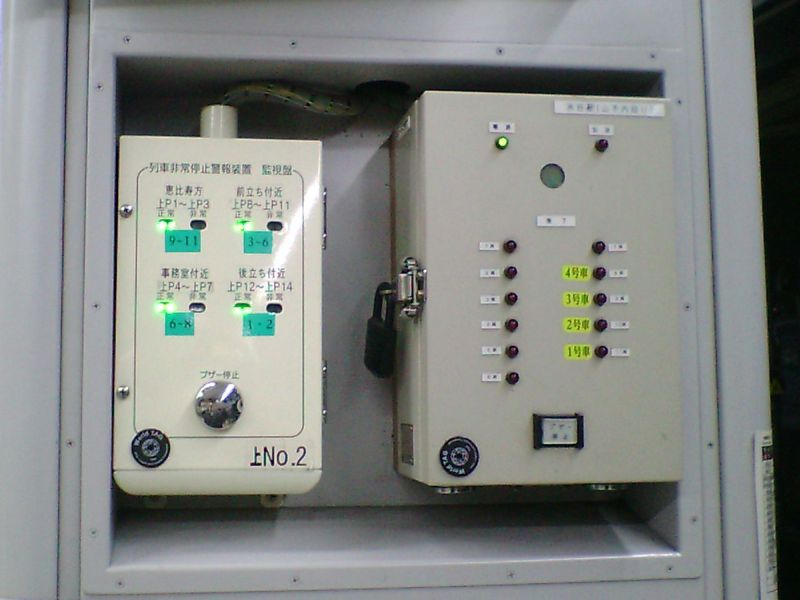
監視盤

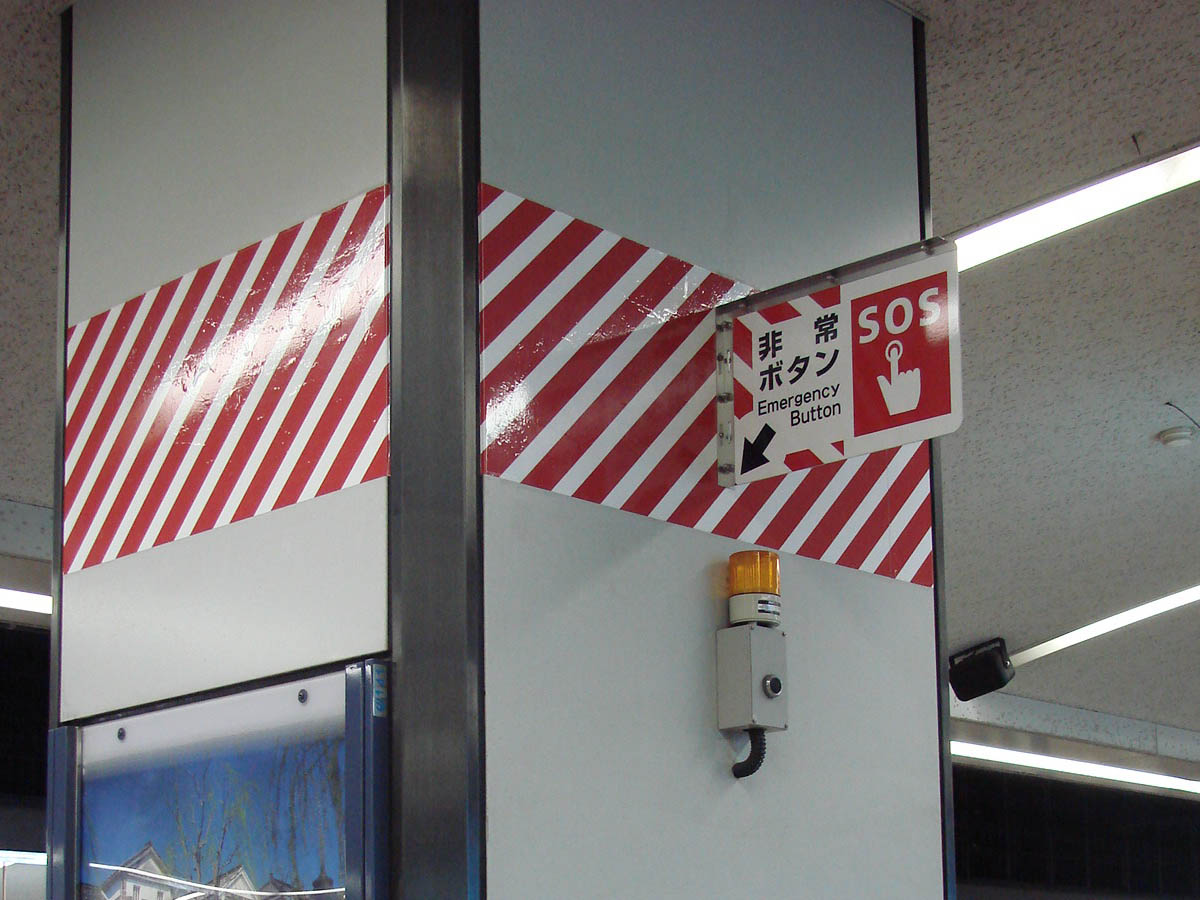
視認性拡大の例（JR西日本）

列車非常停止警報装置（れっしゃひじょうていしけいほうそうち）は、駅構内で非常事態が発生した場合に、列車や駅などに通報する保安装置のことである。導入事業者により「列車緊急停止スイッチ」「ホーム異常報知装置」など名称が異なる。

## 概要
駅構内でホーム転落などを発見した駅係員や乗客が、ホーム上に複数設置されている非常停止ボタンを操作したり、ホーム下の線路上に設置された転落検知装置（転落検知マット）が異常を検知することにより、本装置が動作する。
本装置が動作すると、駅構内では警報ブザーが鳴動して、駅進入側・構内・出発側などに設置された非常報知灯、特殊信号発光機および装置に付属する作動ランプがそれぞれ点滅する。運転士や車掌は、非常報知灯や警報音を確認すると非常ブレーキをかけて列車を停止させる。
監視盤には動作状況が表示され、どの場所で通報・検知されたかを把握できるようになっている。
また、一部の鉄道事業者では、本装置と連携して防護無線が自動的に発報され、周囲の列車に異常を知らせるタイプが使用されている。このタイプを特に「駅防護無線」（えきぼうごむせん）と呼ぶことがある。このほか、運転指令所に操作されたことを通知する鉄道事業者もある。
非常停止ボタンの存在を目立たせるため、周辺に赤白斜めのストライプを貼り付けたり「SOS」ピクトグラムが表記された設置看板を設けたりしている。
日本国外でも、韓国や台湾などで同様の装置の設置が進んでいる。日本の装置とほぼ同様に、装置の色をオレンジなど目立つ色に、設置された柱に赤白斜めのストライプを貼り付けたり、設置看板を設けたりしている。

## 導入の経緯
2001年1月26日、山手線新大久保駅において、ホームから線路上に転落した酔客1名および救助を試みた乗客2名が、進入してきた内回り電車（新宿・渋谷方面行き）に轢かれ死亡する事故（新大久保駅乗客転落事故）が発生した。この事故を重く見た国土交通省は、同年2月19日付け鉄道局長通達として「プラットホームからの転落事故に対する安全対策」を通達した。本装置は上記通達を受けて、各鉄道事業者の安全対策の整備計画等に基づき設置・増設・改良がなされている。
一部の事業者ではこれ以前から存在を広く乗客にも知らせていたが、多くの事業者では悪戯を防ぐため、ホーム上の非常ボタンの存在は関係者にしか知らされていなかった。通達後は「緊急・非常の場合は迷わずに使って欲しい」（使用後は駅員に申し出ること）と呼びかけられている。『「あぶない！」と思ったら非常ボタン』と題した啓発ポスターも存在する。

## JR東日本の例
東日本旅客鉄道（JR東日本）の車内信号閉塞式（同社内での呼称ではATC方式）導入線区では本装置が車内信号と連動するようになっており、本装置が動作すると駅付近の軌道回路は自動的に短絡される。このため、駅に進入しようとしている列車の車内信号は×信号（絶対停止・0km/h）が現示され、即座に非常ブレーキがかかる。このタイプは普通の装置と機能が異なるため、同社内では特に「絶対停止型」として区別されている。
なお、根岸線の桜木町駅 - 大船駅間では自動閉塞式が採用されているが、桜木町駅より先横浜方面の区間ではデジタルATCが使用されているため、横浜方面からの列車（主に京浜東北線、横浜線直通車）には対応した保安装置が採用されている。桜木町駅以西は同じ線路を併用して運転するものの、デジタルATC車は保安装置をそのまま使用するので引き続き速度計に併設してある車内信号に従って、貨物列車の機関車など非搭載車は従来通り地上信号機に従って運転を行っている。当該区間で本装置の扱いがあった場合は車内信号が絶対停止を現示することはもちろん、地上設備の非常停止信号（赤色点滅とブザー鳴動）を自動的に現示する仕組みになっている。